# Dalbergia oblongifolia
Dalbergia oblongifolia är en ärtväxtart som beskrevs av George Don jr. Dalbergia oblongifolia ingår i släktet Dalbergia, och familjen ärtväxter. Inga underarter finns listade i Catalogue of Life.